# Blackberry Smoke
Blackberry Smoke — американская рок-группа, образованная в 2000 году в Атланте, штат Джорджия. Первоначальный состав включал вокалиста/гитариста Чарли Старра, гитариста Пола Джексона, басиста Ричарда Тёрнера и его брата Брита Тёрнера, играющего на ударных. В таком составе были записаны четыре релиза группы. Позже к ним присоединился клавишник Брэндон Стилл.
По состоянию на 2023 год, группа выпустила восемь студийных альбомов, два лайв-альбома и два мини-альбома, и объездила с концертами всю территорию США, выступая как в роли хэдлайнеров, так и разогрева для Zac Brown Band, ZZ Top и Lynyrd Skynyrd. За лето 2011 года, во время своего тура по США, Blackberry Smoke дали более двадцати концертов в связке с Zac Brown Band.
Первые два студийных альбома вышли на лейбле BamaJam Records. Весной 2011 года группа заключила контракт с лейблом Southern Ground Records, принадлежащим Zac Brown Band, и приступила к сочинению нового материала.

## Дискография

### Студийные альбомы
- Bad Luck Ain’t No Crime (2003)
- Little Piece of Dixie (2009)
- The Whippoorwill (2012)
- Holding All the Roses (2015)
- Like an Arrow (2016)
- Find a Light (2018)
- You Hear Georgia (2021)
- Stoned (2022)

### Мини-альбомы
- New Honky Tonk Bootlegs (2008)
- Little Piece of Dixie EP (2008)

## Видеография
- Live at the Georgia Theatre (2011)

## Состав группы
- Чарли Старр — вокал, гитара
- Ричард Тёрнер — бас-гитара, вокал
- Брит Тёрнер — ударные
- Брэндон Стилл — клавишные
- Пол Джексон — гитара, вокал